# River of Ponds
River of Ponds är en ort i Kanada.   Den ligger i provinsen Newfoundland och Labrador, i den östra delen av landet, 1 500 km öster om huvudstaden Ottawa. Antalet invånare är 274.
Terrängen runt River of Ponds är platt. Havet är nära River of Ponds åt nordväst. Trakten runt River of Ponds är nära nog obefolkad, med mindre än två invånare per kvadratkilometer.. Närmaste större samhälle är Port Saunders, 14,8 km nordost om River of Ponds. 